# Jiřina Bohdalová

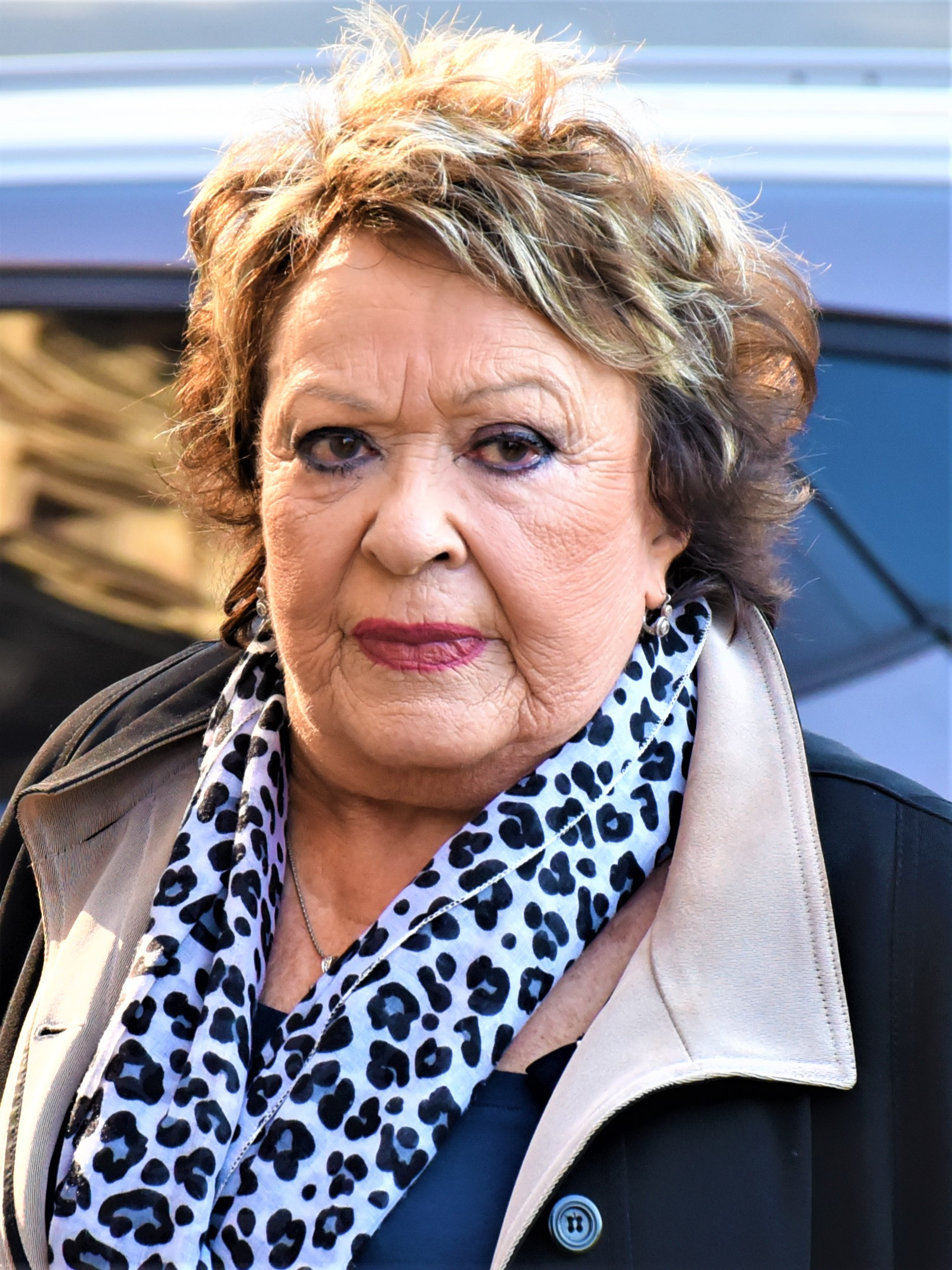
Jiřina Bohdalová (2019)

Jiřina Bohdalová (* 3. Mai 1931 in Prag) ist eine tschechische Schauspielerin. Seit 1937 stand sie in über 250 Film- und Fernsehproduktionen vor der Kamera und etablierte sich zu einer der bekanntesten Film- und Theaterschauspielerinnen Tschechiens.

## Leben
Ihre ersten Filmauftritte hatte Bohdalová bereits als Kind, darunter 1940 als Neunjährige in Václav Binovec’ Madla zpívá Evropě. Sie begann ihre berufliche Laufbahn jedoch als Lehrerin und Kindergärtnerin. Mitte der 1950er Jahre fand sie wieder zum Film und studierte bis 1957 an der Theaterfakultät der Akademie der Musischen Künste in Prag (DAMU). Danach spielte sie im ABC-Theater zusammen mit Jan Werich. Seit 1967 ist sie Mitglied im Divadlo na Vinohradech.
Mit Milan Vosmiks Honzíkova cesta startete sie 1956 ihre filmschauspielerische Karriere. Sie trat häufig in Musikkomödien auf, die beim heimischen Publikum sehr beliebt waren: so war sie 1966 in der Rolle der Straßenbahnschaffnerin Marie in Ladislav Rychmans Dáma na kolejích erfolgreich. Seit den 1970er Jahren trat sie auch häufig in Fernsehfilmen und -serien auf, häufig unter Jindřich Polák. Sie übernahm die weibliche Hauptrolle in Karel Steklýs Všichni proti všem (1977). Bohdalová wirkt auch in zahlreichen Kinder- und Jugendproduktionen mit, darunter in einer Vielzahl an Märchenfilmen. Sie spielte unter anderem in Das Märchen vom Bären Ondrej (1959) die Zofe Aněžka, die Tante Evženie in der tschechisch-deutschen Ko-Produktion Der Zauberrabe Rumburak (1984), an der Seite von Július Satinský die Königin in Rumpelstilzchen & Co. (1997) und in Václav Vorlíčeks Der Feuervogel (1997) das Mütterchen Jadwiga sowie in dessen Produktion Die Seekönigin (1998) die Rolle der alten Frau.
Seit 1985 trägt sie den Titel „verdiente Künstlerin“. Beliebtheit erlangte sie auch als Leserin von Kindermärchen in Kindersendungen. Sie ist auch in der Synchronisation tätig. Selbst synchronisiert wurde Bohdalová von verschiedenen Sprecherinnen, darunter Evelyn Gressmann, Renate Pichler, Monika John und Angelika Bender.
Jiřina Bohdalová geriet in den 1990er Jahren in den Verdacht, mit der kommunistischen Geheimpolizei StB zusammengearbeitet zu haben. Gerichtlich stellte sich jedoch heraus, dass sie sich in den öffentlich gemachten Mitarbeitarlisten der Geheimpolizei zu Unrecht befunden hatte, obwohl ihre Familie in den 1950er Jahren verfolgt wurde und ihr Vater sechs Jahre im Gefängnis verbrachte.
Bohdalová war mit dem Seismologen Břetislav Staš verheiratet. Aus der Ehe entstammt die gemeinsame Tochter Simona Stašová (* 1955), die ebenfalls den Schauspielberuf ergriff. Anlässlich ihres 90. Geburtstages 2021 erhielt sie zur Ehrung einen 0-€-Geldschein.

## Filmografie (Auswahl)
- 1956: Hänschens große Reise (Honzíkova cesta)
- 1958: Kassendiebe (Kasaři)
- 1959: Das Märchen vom Bären Ondrej (O medvědu Ondřejovi)
- 1959: Der Kreis (Kruh)
- 1960: Recht auf Liebe (Tři tuny prachu)
- 1960: Die Prozession zur Heiligen Jungfrau (Procesí k Panence)
- 1961: Labyrinth des Herzens (Labyrint srdce)
- 1962: Ännchen geht zur Schule (Anička jde do školy)
- 1963: Wenn der Kater kommt (Až přijde kocour)
- 1963: Seine Majestät – Kollege König (Král Králů)
- 1964: Rebellion im Standesamt (Komedie s klikou)
- 1965: Der Teppichsammler und der Heiratsschwindler (Čintamani a podvodník)
- 1965: …und wenn wir gemeinsam gehen (Hvězda zvaná pelyněk)
- 1966: Die Dame auf den Schienen (Dáma na kolejích)
- 1967: Altprager Melodien (Ta naše písnička česká)
- 1967: Auf Händen soll man sie tragen (Ženu ani květinou neuhodíš)
- 1968: Streng geheime Premiere (Přísně tajné premiéry)
- 1969: Lebemänner (Světáci)
- 1969: Das zielbewußte Fräulein (Odvážná slečna)
- 1970: Das Ohr (Ucho)
- 1970: Zähmung eines Teufels (Vražda ing. Čerta)
- 1971: Kassendiebromanze (Pěnička a paraplíčko)
- 1971: Frauen im Abseits (Ženy v ofsajdu)
- 1971: Die Partien des schönen Dragoners (Partie krásného dragouna)
- 1976: Die Abenteuer des Herrn Tau (Pan Tau)
- 1980: Luzie, der Schrecken der Straße (Lucie postrach ulice)
- 1981: Bulldoggen und Kirschen (Buldoci a třešně)
- 1983: Der fliegende Ferdinand (Létající Čestmír)
- 1984: Der Zauberrabe Rumburak (Rumburak)
- 1984: Ein Haus mit tausend Gesichtern (My všichni školou povinní)
- 1987: Das reinste Drama (Dámská jízda)
- 1992: Katja und die Gespenster (Kačenka a zase ta strašidla)
- 1997: Der Feuervogel (Pták Ohnivák)
- 1997: Rumpelstilzchen & Co. (RumplCimprCampr)
- 2011: Saxana und die Reise ins Märchenland (Saxana a Lexikon kouzel)